# Ideriin gol
Sông Ideriin gol (tiếng Mông Cổ: Идэрийн гол, nghĩa là tuổi trẻ) là một con sông chảy trong các aimag (tỉnh) Khovsgol và Zavkhan ở tây bắc Mông Cổ và cùng với sông Delgermoron tạo thành phần thượng nguồn của sông Selenge. Nó bắt nguồn từ dãy núi Khangai, hợp lưu với sông Delgermoron tại sum (huyện) Tomorbulag. Sông Ideriin gol bị đóng băng khoảng 170-180 ngày mỗi năm. Có một cầu gỗ bắc qua sông tại Jargalant và một cầu bê tông tại Galt.

## Chi lưu
- Sông Chuluut bên hữu ngạn.

## Tọa độ
- Cửa sông: 49°15′40″B 100°40′45″Đ / 49,26111°B 100,67917°Đ tại Olon golyn bilchir.